# Televisione a circuito chiuso

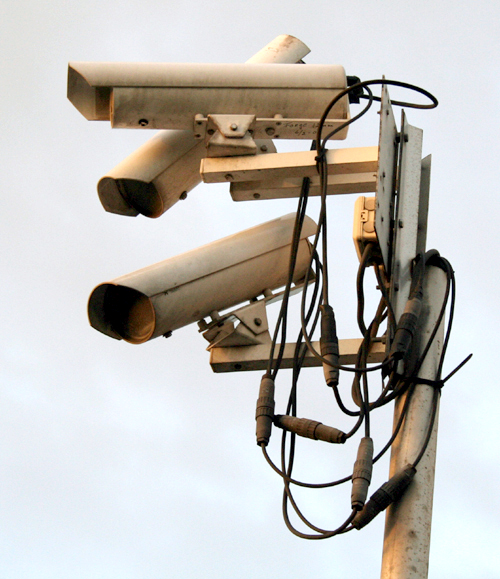
Telecamere di sorveglianza.

Per televisione a circuito chiuso (TVCC) o closed circuit television (CCTV) si intende l'uso di telecamere che trasmettono il segnale verso specifici o limitati set di monitor e/o videoregistratori. Gli impianti CCTV sono usati per la videosorveglianza di aree che devono essere controllate, come aeroporti, stazioni, banche e basi militari. Oggi gli impianti TVCC sono utilizzati prevalentemente come sistemi di sicurezza passiva, ossia sistemi che registrano 24 ore su 24 e, al verificarsi di eventi vandalici, attentati o qualsiasi evento di questo tipo, le immagini registrate vengono analizzate per cercare di ricostruire il fatto.

## Telecamere
Le telecamere per i sistemi di TVCC si distinguono in modo macroscopico dalle telecamere destinate alle riprese amatoriali o broadcast soprattutto per la finalità delle immagini e per la loro adattabilità estrema alla scena ripresa. Solitamente le telecamere destinate alla TVCC prediligono l'estrema sensibilità alla luce e una elevata adattabilità alle situazioni di controluce e differenza di illuminazione.
Le telecamere principalmente oggi si distinguono per il sensore di ripresa, che può essere di tipo CCD e CMOS e può avere una grandezza di 1/4", 1/3" o 1/2". La dimensione del sensore di solito è una caratteristica tecnica importante per la qualità della scena ripresa.
Esistono poi telecamere di tipo IP, destinate per lo più alla finalità di identificazione dei soggetti in video. Le caratteristiche di queste ultime differiscono assai da quelle standard o analogiche, che dir si voglia.
I vantaggi delle telecamere IP sono principalmente la mancanza di possibili disturbi nelle registrazioni e l'estrema flessibilità di cablaggio, mentre gli svantaggi sono la maggiore delicatezza rispetto ai modelli analogici, una certa latenza, e generalmente la minore affidabilità nel tempo; invece i vantaggi delle analogiche sono la durata pressoché eterna a qualsiasi condizione ambientale (se la telecamera viene scelta e installata correttamente), la sicurezza d'uso più elevata e la gestione dei registrati molto più semplice e sicura. 
In linea generale si potrebbe dire che per un utilizzo in ambito civile sono più indicati i modelli IP, mentre per quanto riguarda ambienti industriali o terziari sono più indicate telecamere di tipo analogico. 

### Ottiche
Possono captare qualsiasi forma di luce propria. Esistono ottiche destinate a usi specifici, per esempio abbinate a illuminatori ad infrarosso (IR) per targhe, poste su telecamere destinate a eseguire la lettura delle targhe delle auto in transito (per esempio il sistema di controllo autostradale "tutor").

### Custodie
Utilizzate principalmente nei sistemi analogici assemblati, sono protezioni meccaniche da applicare alle telecamere per permettere il loro utilizzo in ambienti con pericolo di urti meccanici (alcune sono predisposte per essere brandeggiate). Molto spesso le custodie sono dotate di dispositivi per mantenere costante la temperatura dell'hardware in condizioni ambientali critiche ed evitare la formazione di condensa all'interno del vetro: possono essere dotate di termo-riscaldatori, di raffreddamento forzato a cella di Peltier, di tergicristallo con relativo spruzzino (in questo caso si parla di custodie molto grandi, adatte all'uso stradale o postazioni di controllo ambientale in alta montagna o zone non facilmente accessibili)

### Brandeggi
È il sistema meccanico con cui si può far muovere una telecamera nei due assi (verticale-orizzontale) tramite le istruzioni PTZ (Pan, Tilt, Zoom).

## Monitor
Uno o più monitor vengono utilizzati per visualizzare le immagini e gestire i registratori.

## Videoregistratori

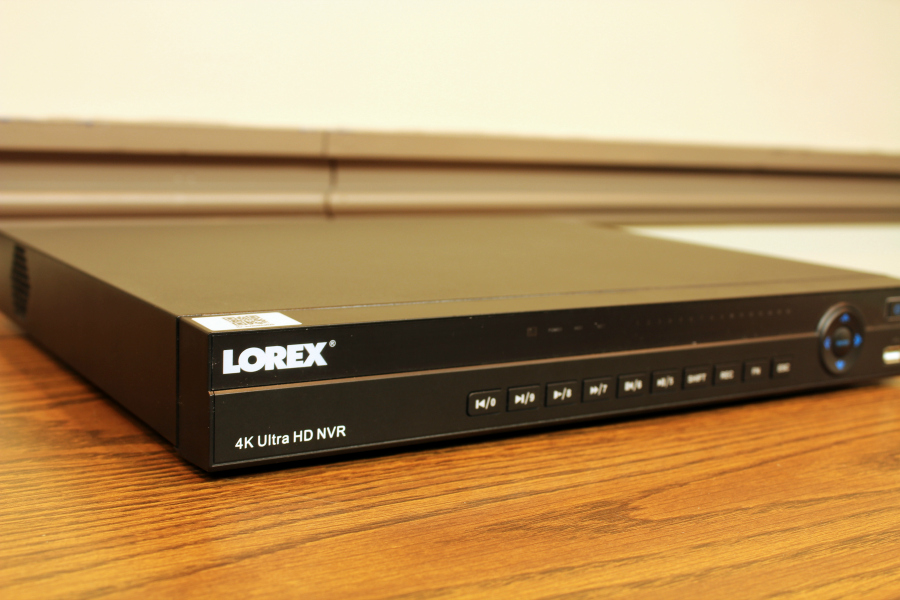
Un registratore digitale per videosorveglianza

Il videoregistratore digitale o Digital Video Recorder (DVR) è un apparecchio in grado di effettuare registrazioni su supporto fisico (hard disk o nastro) di tutto ciò che viene osservato dalle telecamere ad esso connesse.
Oggi la maggior parte dei videoregistratori sono digitali (registrano solo su Hard Disk), mentre in passato erano molto utilizzate le videocassette, ed hanno funzioni avanzate come:
- controllare delle zone di privacy;
- possibilità di controllare sistemi di domotica;
- essere visionati da un pc remoto;
- essere visionati da telefono cellulare;
- registrazione al movimento (nota come motion detection);
- inviare email ed sms di allarme;
- gestire sensori di allarme esterni;
- possibilità di ingrandire alcune aree durante la riproduzione;
- trasferire le registrazioni su memorie di massa o su archivi in cloud;
- stilare un report da telecamere con sistemi di lettura delle targhe automobilistiche.

## Sistemi di commutazione ciclica e multiplexer
- In modalità "a commutazione ciclica", il monitor visualizza l'immagine delle diverse telecamere una dopo l'altra.
- In modalità quad il monitor viene suddiviso in tante parti uguali quante sono le telecamere, e permette la visione contemporanea di ciò che viene registrato da tutte le telecamere.